# 건정 (십국)
건정(乾貞, 927년 11월 ~ 929년 11월)은 양오(楊吳) 예제(睿帝) 양부(楊溥)의 두번째 연호이자 칭제 후 연호이다. 2년 1개월 가량 사용하였다.
건정 연호를 차용한 십국(十國) 국가는 형남(荊南, 928년 6월 ~ 929년 6월)이 있다.

## 개원
- 순의(順義) 7년 11월 17일[1](927년 12월 13일)에 연호를 건정(乾貞)으로 개원함.[2][3][4]

- 건정(乾貞) 3년 11월 27일[5](929년 12월 30일)에 연호를 대화(大和)로 개원함.[2][3][4]

## 연대 대조표
| 건정       | 원년           | 2년                 | 3년        |
| 서기(西紀) | 927년          | 928년               | 929년      |
| 간지(干支) | 정해(丁亥)     | 무자(戊子)          | 기축(己丑) |
| 후당(後唐) | 천성(天成) 2년 | 3년                 | 4년        |
| 남한(南漢) | 백룡(白龍) 3년 | 4년 대유(大有) 원년 | 2년        |
| 오월(吳越) | 보정(寶正) 2년 | 3년                 | 4년        |

## 같이 보기
- 중국의 연호 목록